# Mainair Blade
Mainair Blade je britanski ultralahki tricikel kategorije FAI Microlight. Zasnovalo in proizvajalo ga je  podjetje Mainair Sports, pozneje se je to podjetje združilo z rivalom Pegasus Aviation v P&M Aviation. Blade ni več v proizvodnji, so pa še vedno na voljo rezervni deli. 
Blade ima visokonameščeno krilo s podpornimi žicami, dva sedeža v tandemu, odprt kokpit, tricikel pristajalno podvozje in propeler v konfiguraciji potisnik.
Zrakoplov se usmerja s premikanjem teže.

## Verzije
- Blade 582: z dvotaktnim motorjem Rotax 582 (64 KM)
- Blade 912: s štiritaktnim motorjem Rotax 912UL (80 KM) ali Rotax 912ULS (100 KM)

Blade 912 je postavil rekord v svoji kategoriji, ko je v 49 dnevih (v 175 letečih urah) preletel od Londona do Sydneya, pri povprečni hitrosti 124 km/h (77 mph)

## Specifikacije (Blade 912)
Podatki iz Bertrand and Kitplanes
Splošne značilnosti
- Posadka: 1 pilot
- Število sedežev: 1 potnik
- Razpon kril: 10,6 m (34 ft 9 in)
- Površina kril: 15,6 m2 (168 sq ft)
- Teža praznega letala: 190 kg (419 lb)
- Bruto teža: 390 kg (860 lb)
- Kapaciteta goriva: 65 L (14 imp gal; 17 US gal)
- Pogon letala: 1 × Rotax 912 4-valjni protibatni motor, 60 kW (80 hp)

Zmogljivost
- Maks. hitrost: 145 km/h (90 mph; 78 kn)
- Potovalna hitrost: 106 km/h (66 mph; 57 kn)
- Hitrost pri porušitvi vzgona: 48 km/h (30 mph; 26 kn)
- Doseg: 407 km; 253 mi (220 nmi)
- Višina leta: 3.048 m (10.000 ft)
- Hitrost vzpenjanja: 6,35 m/s (1.250 ft/min)
- Obremenitev kril: 25,0 kg/m2 (5,1 lb/sq ft)